# 忠臣蔵 瑤泉院の陰謀
忠臣蔵 瑤泉院の陰謀（ちゅうしんぐら　ようぜんいんのいんぼう）は、2007年1月2日に、テレビ東京系列・テレビ大阪系列で放送された新春ワイド時代劇。主演は稲森いずみ。原作は湯川裕光の「瑤泉院 三百年目の忠臣蔵」。脚本をジェームス三木が担当する。
2022年11月23日より、BS12で毎週水曜20:00より2話まとめて全10話として再放送された。

2025年1月3日11:00-21:00にBSテレ東で一挙放送された。

## 概要
- 原作は、赤穂浪士の仇討ち（赤穂事件）の首謀者を瑤泉院だとする異色作である。
- 1981年からスタートした新春ワイド時代劇で女性が主演を務めるのは初めて。
- 女性が主役の忠臣蔵ドラマは橋田壽賀子作による『女たちの忠臣蔵』（1979年・TBS）以来である。
- ドラマでは瑤泉院をはじめ、北大路欣也演じる大石内蔵助と高橋英樹演じる柳沢吉保の3人の視点で物語が進行する。北大路は1996年のフジテレビの連続ドラマ『忠臣蔵』、2004年のNHKドラマ『最後の忠臣蔵』に続く3度目の大石役である。
- キャッチコピーは、「その想いは、桜吹雪から始まった」。

時代劇のベテラン脚本家のジェームス三木らしく、ドラマの話の上での必要な改変以外の時代考証はしっかりしている。タイトルに想像されるような荒唐無稽さはなく、瑤泉院は資金面や情報、世論工作などで赤穂浪士を比較的地味に援助している。その過程で瑤泉院は死にゆく大石内蔵助と一夜の契りを結ぶ。
このドラマでは浅野内匠頭は偏執的強迫症の病的な人物として描かれ、高嶋政伸が演じている。吉良上野介は鷹揚な教養人として描かれ、意図的にひどい嫌がらせをしていた訳でもないのに松之大廊下で一方的な被害者意識に取り付かれた浅野内匠頭に訳も分からず発作的に切りつけられた被害者である。本作では松之大廊下の刃傷は明確な乱心説に立っており、『忠臣蔵』物としては非常に珍しい。
赤穂浪士の討入りは、柳沢吉保の政治的な思惑で引き起こされた解釈で、その結果、大石内蔵助は武士の意地として立ち上がらざるを得なくなる。その背後で瑤泉院は情報操作を行い乱心した浅野内匠頭に突然襲われた単なる被害者の吉良上野介を極悪人に仕立て上げて行く。吉良上野介は何もしていないのに斬りつけられた上に、幕閣の都合で高家筆頭の職を失い、世間からは極悪人にされ、夜中に赤穂浪士に集団で自邸に押込まれて首を取られてしまう。その挙句に吉良家はお取り潰し。この理不尽さを、ドラマを暗くせず一見赤穂浪士側を正義に見せるようにジェームス三木の脚本で描いている。
討入りの場面では吉良家の家臣を長屋から出さないために扉に鎹（かすがい）を打ち込むなど、できる限り最新の考証を生かしている。
第三部では最後の2時間近くを討ち入り後の後日談に使っており、事件に連座して遠島になった赤穂浪士の遺児を救うために努力する瑤泉院を背景に、将軍徳川綱吉の末期の政治情勢を丹念に描いている。このテーマは同じジェームス三木脚本の大河ドラマ『八代将軍吉宗』でも扱われており、徳川綱吉役は同じ津川雅彦だった。

## キャスト

### 浅野家

#### 浅野家中
- 瑤泉院（阿久利）･･･稲森いずみ、西本利久（少女時代）
- 浅野内匠頭･･･高嶋政伸、東條寿浩（少年時代）
- 浅野大学長広･･･井澤健
- 浅野長照･･･あおい輝彦

#### 赤穂四十七士と関係者
- 大石内蔵助･･･北大路欣也
- りく･･･松坂慶子
- 大石くう･･･田中千遥
- 大石るり･･･奥村小雪
- 大石吉千代･･･河本竜志
- 大石主税･･･篠山輝信
- 堀部安兵衛･･･山田純大
- 堀部弥兵衛･･･寺田農
- 片岡源五右衛門･･･山下規介
- 奥田孫太夫･･･河原崎次郎
- 礒貝十郎左衛門･･･高杉瑞穂
- 原惣右衛門･･･ミッキー・カーチス
- 富森助右衛門･･･高知東生
- 吉田忠左衛門･･･山田吾一
- 小野寺十内･･･原田清人
- 神崎与五郎･･･岡本光太郎
- 近松勘六･･･真勝國之
- 菅谷半之亟･･･渡辺裕之
- 大高源五･･･石橋保
- 千馬三郎兵衛･･･森下哲夫
- 前原伊助･･･高川裕也
- 寺坂吉右衛門･･･水野純一
- 岡野金右兵衛･･･池田章宜
- 早水藤左衛門･･･乃一裕
- 倉橋伝助･･･木村秀吉
- 不破数右衛門･･･加藤重樹
- 勝田新左衛門･･･置田浩神
- 岡島八十右衛門･･･必響なおと
- 間瀬孫九郎･･･山本直匡
- 三村次郎左衛門･･･谷口知輝
- 矢田五郎右衛門･･･ドヰタイジ

#### 脱盟者
- 進藤源四郎･･･西田健

義士遺族の後フォローを大石に託され、脱盟。親戚の縁から近衛家に公家侍として仕え、寺坂や瀬尾らに瑤泉院からのお手元金を託し、遺族のフォローを依頼している。
- 大野九郎兵衛･･･真実一路
- 安井彦右衛門･･･伊吹吾郎
- 藤井又左衛門･･･狭間鉄
- 建部喜六･･･大橋吾郎
- 近藤政右衛門･･･山田良隆
- 高田郡兵衛･･･春田純一

明確な描写は無いが、討ち入り後も旗本家で従前通り暮らしたものと思われる。事件後小平太と共に、瑤泉院に目通りしている。
- 瀬尾孫左衛門･･･緒形幹太

劇中、彼は最後まで大石に従い、討ち入り後は寺坂と共に義士遺族の為に奔走している。
- 毛利小平太･･･忍成修吾

通常ドラマで岡野金右衛門が務める「大工の娘をたぶらかして吉良屋敷の絵図面を入手」という役を務めたのは彼、という形で描かれた。その娘お艶と添い遂げる為に脱盟。結婚して大工となった。

### 幕府・徳川家
- 徳川綱吉･･･津川雅彦
- 柳沢吉保･･･高橋英樹
- 左京の局･･･吹石一恵
- 正親町町子･･･萬田久子
- 仙石伯耆守･･･榎木孝明
- 林大学･･･栗塚旭
- 荻生徂徠･･･五木ひろし
- 桂昌院･･･樋田慶子
- 徳川家宣･･･磯部勉
- 熙子･･･野村真美
- 古牟･･･杉山あや羽
- 須免･･･金ヶ江悦子
- 庄田下総守･･･潮哲也
- 多門伝八朗･･･朝日完記
- 土屋政直･･･神山繁
- 間部詮房･･･佐藤正浩
- 秋元喬知･･･西園寺章雄
- 稲葉正通･･･水上保広
- 小笠原長重･･･下元年世
- 大久保忠増･･･渡辺文章
- 伊達左京亮宗春･･･藤森周一郎
- 田村右京大夫･･･森江流
- 荒木十左衛門･･･大竹修造

### 吉良家
- 吉良上野介･･･江守徹
- 山吉新八郎･･･中根徹
- 小林平八郎･･･田宮英晃
- 清水一学･･･倉田てつを
- 吉良義周･･･橋爪遼
- 笠原長右衛門･･･青木哲也

### その他
- 唐崎･･･梶芽衣子
- 滝岡･･･松金よね子
- 山村座主人･･･石橋蓮司
- 艶･･･小倉優子
- 平兵衛･･･左とん平
- 志乃･･･水橋貴己
- 夕霧太夫･･･久保田ゆず
- 浮橋･･･辻沢杏子
- 堀内伝右衛門（細川家家臣）･･･楠年明
- 酬山長恩･･･玉生司朗
- 宝井其角･･･杜澤たいぶん

## スタッフ
- 脚本：ジェームス三木
- 原作：湯川裕光『瑶泉院 - 忠臣蔵の首謀者・浅野阿久利』新潮文庫、2006年（初版1998年）　ISBN 4101303517
- 監督：重光亨彦、津島勝
- 音楽：谷川賢作
- 主題歌：五木ひろし 「献身」
- 美術監督：西岡善信
- 殺陣：宇仁貫三
- ナレーター：津嘉山正種
- プロデューサー：山鹿達也、中尾幸男、本間信行、鶴間和夫、小池敏子、須藤安芸子
- チーフプロデューサー：佐々木彰
- 企画協力：松前洋一
- 製作協力：松竹京都映画
- 製作：テレビ東京、C.A.L

## サブタイトル
| 各話   | 時刻        | タイトル                            | 視聴率 |
| ------ | ----------- | ----------------------------------- | ------ |
| 第一部 | 14:00-17:50 | 刃傷松の廊下 内匠頭乱心にあらず     | 9.2%   |
| 第二部 | 18:00-20:50 | 赤穂城断絶 激突!吉保対内蔵助        | 11.2%  |
| 第三部 | 20:50-23:55 | 吉良邸討ち入り首謀者は瑤泉院だった… | 14.5%  |

## PR特番
- タイトル：『見所＆美味満載!明日放送「忠臣蔵 瑤泉院の陰謀」のすべて』
- ナレーター：山寺宏一
- 構成：市川幸宏
- 演出：谷坪明英
- プロデューサー：山鹿達也
- 製作:テレビ東京、C.A.L